# Jean Berthoin
Pour l’article homonyme, voir Berthoin.
 (janvier 2018).
 (janvier 2018).
Jean Berthoin, né le 12 janvier 1895 à Enghien-les-Bains (Seine-et-Oise) et mort le 25 février 1979 à Paris, est un haut fonctionnaire et un homme politique français.

## Biographie

### Origines familiales et études
Jean Berthoin est issu d'une vieille souche dauphinoise, d'après l'historien Alfred Salinas qui en a reconstitué la généalogie dans son essai L'État clientéliste. La branche maternelle, du nom de Saint-Ours, est originaire de Veurey, un bourg situé à une quinzaine de kilomètres de Grenoble. L'un de ses membres a rejoint le régiment de Carignan qui le 13 mai 1665 abandonna ses quartiers isérois du Fort Barraux pour s'embarquer à destination de la Nouvelle-France où il fit preuve de bravoure. La ligne paternelle s'était enracinée à Grenoble. Le trisaïeul Barthélémy faisait partie en 1815 de la garde impériale qui accompagna Napoléon dans son « Vol de l'aigle ». Le grand-père Auguste Emile, qui avait épousé une fille de Vienne, exerçait le métier de commissionnaire en peaux de chevreaux. Le père Georges, natif de Gières dans la banlieue grenobloise, fut juge de paix à Saint-Marcellin. C'est là que le fils Jean, peu après sa naissance à Enghien-les-Bains, fit ses premiers pas, apprit à parler, lire et écrire[réf. nécessaire].
Vers 1905, son père devenu veuf s'installe rue des Alpes à Grenoble. D'obédience radicale, il emmène souvent son enfant assister aux réunions de la Ligue internationale de la paix et de la liberté qui réclamait la restitution amiable de l'Alsace et de la Lorraine. Jean Berthoin fréquente l'école primaire de la rue Cornélie-Gémond, puis le lycée Champollion où il se fait remarquer par son esprit turbulent et rebelle et sa contestation de l'autorité de ses maîtres. À l'Université grenobloise, il suit notamment les conférences de droit et de géographie[réf. nécessaire]. 
Quand la guerre éclate en 1914, il devança l'appel de sa classe. Il est affecté à la 7e batterie du 46e régiment d'artillerie de campagne qui opère en première ligne sur le front de la Somme aux côtés des troupes britanniques. C'est dans les tranchées qu'il apprend la mort de son père, assassiné par un déséquilibré dont il instruisait le dossier. Berthoin profite de ses permissions pour passer la licence en droit et le diplôme d'études supérieures des sciences chimiques, physiques et naturelles. La guerre terminée, il envisage de poursuivre une carrière dans l'armée où il a acquis le grade de capitaine mais finalement en novembre 1919, il entre dans l'administration préfectorale.

### Carrière préfectorale
Deux personnalités sont à l'origine de l'orientation de la carrière de Jean Berthoin. Il rencontre par hasard à Paris Lucien Saint, ancien sous-préfet de Saint-Marcellin et qui était l'ami de son père ; ce dernier, en instance de nomination comme préfet de l'Aisne, lui propose de devenir l'un de ses collaborateurs à Laon. Berthoin accepte. Les deux hommes partent ensuite à Tunis lorsque le ministre des Colonies Albert Sarraut concède à Saint la Résidence générale. Berthoin y supervise le cabinet de son bienfaiteur. C'est là-bas qu'il fait la connaissance de celle qui allait devenir sa femme, Germaine Mourgnot, la fille du directeur des Travaux Publics de la Résidence[réf. nécessaire]. Le mariage sera célébré le 25 juin 1924.
Dès août 1922, Berthoin rejoint la métropole, démarrant un parcours dans "la préfectorale" avec trois postes successifs de sous-préfet dans le Sud-Ouest : Nérac et Marmande en Lot-et-Garonne, Narbonne dans l'Aude. Ces fonctions le mettent en rapport avec des hommes politiques de premier plan, tels Georges Leygues, Léon Blum et surtout les frères Sarraut: l'aîné Maurice qui dirige "La Dépêche de Toulouse" (l'organe de la démocratie radicale) et le cadet Albert, spécialiste des problèmes d'outre-mer, qui évolue au sein du parti radical avec une grande indépendance d'esprit. Albert Sarraut, remarquant les qualités intellectuelles de Berthoin, l’intègre parmi ses proches à partir de 1930 et lui confie brièvement la direction de son cabinet au ministère de la Marine militaire. Cependant, après un mois, Berthoin retourne à la sous-préfecture de Narbonne. Le 9 juin 1932, il revient à Paris auprès de son nouveau protecteur au Ministère des Colonies. Il est élevé au grade de préfet le 18 octobre 1932 et nommé par Camille Chautemps à Montauban. Albert Sarraut l'appelle auprès de lui à la Présidence du Conseil en 1933. Le 4 février 1934, il est nommé préfet de Haute-Garonne, le fief des Sarraut. À peine arrivé à Toulouse le 7, il reprend précipitamment le train pour Paris à la demande d'Albert, le nouveau ministre de l'Intérieur, qui avait besoin de lui pour faire face à la rébellion des ligueurs. Il recevait le poste de directeur de la Sûreté générale.

### L'attentat de Marseille
Le 9 octobre 1934, Berthoin devait en effet faire face aux conséquences de l'assassinat d'Alexandre Ier de Yougoslavie et du ministre des Affaires étrangères, Louis Barthou par un terroriste macédonien. La presse d'extrême droite s'était déchaînée, l'accusant de négligence dans l'organisation des mesures de sécurité. Berthoin s'en défendit. Le décret du 21 mai 1932, qui réglementait les voyages officiels en France des souverains étrangers, attribuait au contrôleur général de la Sûreté pleine compétence pour définir, sous l'autorité des préfets des départements intéressés, les mesures d'ordre et de sécurité nécessaires. Les seules décisions que Berthoin était habilitées à prendre n'étaient que d'ordre préventif. Tout reposa donc sur les épaules du contrôleur Charles Sisteron et du préfet des Bouches-du-Rhône, Pierre Jouhannaud. Quand ils dévoilèrent leur plan d'action, Berthoin craignit le pire. Il était d'avis que le roi Alexandre 1er débarquât à Toulon et non point à Marseille où les rues étroites du port se prêtaient à un traquenard. Mais le gouvernement de Gaston Doumergue refusa. Berthoin conseilla à Sisteron d'entourer la voiture royale d'un cordon de policiers à bicyclette. Sisteron n'en tint aucun compte.
Les journaux de l'époque ignorèrent ces objections en forme de mises en garde. Ils intensifièrent au contraire leur pression, répandant notamment le bruit que Sarraut avait des bordels et que son subordonné les gérait à sa place. Berthoin voulut publier des démentis. "Inutile", lui répondit Sarraut d'un air fataliste. Berthoin proposa alors de démissionner de ses fonctions à la Sûreté. Sarraut, après avoir hésité, se résolut à se séparer de son collaborateur avant de démissionner lui-même de sa charge ministérielle. Bien qu'une enquête administrative l'eût blanchi de toute faute, Berthoin fut placé en position hors cadres, puis en disponibilité le 3 novembre 1934. La traversée du désert ne dura pas longtemps. À la suite de troubles ayant éclaté en Algérie, un décret du 21 avril 1935 créa quatre postes d'inspecteur général des services administratifs en Algérie. L'un d'eux échut à Berthoin, ce qui, dira-t-il, combla ses vœux.

### Dans le camp des antimunichois
En mars 1936, il rejoignit Paris pour diriger à l'hôtel Matignon le cabinet de son mentor Albert Sarraut que le régime des partis avait investi des fonctions de président du Conseil. Juste avant la victoire électorale du Front populaire, il sera nommé préfet de la Marne. En mars 1938, le président Léon Blum le muta à la préfecture de la Seine-Inférieure (la future Seine-Maritime). Mais il fut aussitôt appelé par Sarraut au ministère de l'Intérieur dont il deviendra à la fois le secrétaire général et le directeur du personnel. Il assumera ce double rôle sous les ordres successifs de cinq ministres dont Georges Mandel. Dès son installation, la perspective d'une  Seconde guerre mondiale le préoccupa. Il réforma les services du Chiffre de l’Intérieur qui étaient dans un état anarchique. La capitulation de Munich suscita son incrédulité. Il poussa l'audace jusqu'à exiger d'Edouard Daladier des explications sur son attitude lors de la conférence. Il trouva un homme effondré, totalement effaré par l'accueil enthousiaste que ses compatriotes lui avaient réservé à sa descente d'avion.
Confronté à l'offensive foudroyante de l'armée allemande au printemps 1940, le gouvernement se replia sur Tours avant de gagner Bordeaux. Berthoin supervisa l'exode de son administration. Le 27 juin, il passait sous la tutelle d'Adrien Marquet, le député-maire de Bordeaux, que le maréchal Pétain, président du Conseil, avait choisi comme ministre de l'Intérieur. L'État français se mettait déjà en place. Sitôt son avènement constitutionnel le 10 juillet, il accentuait sa pression policière. Berthoin décida de se décharger de toutes ses fonctions afin de n'avoir point à exécuter la politique discriminatoire des nouveaux maîtres. À ses collègues, il fit ses adieux en leur recommandant : "Restez à vos postes, mais n'oubliez pas qu'il faut mettre des barrières qu'on ne franchira pas quelles que soient les circonstances, des lignes au-delà desquelles on n'ira pas".

### Otage de la Gestapo
Le régime de Vichy chercha à le caser au Conseil d'État. Berthoin n'en voulut à aucun prix car, pour être nommé dans cette juridiction, il lui fallait faire une démarche auprès de Rafaël Alibert, le garde des sceaux. "Je ne veux rien devoir à Alibert", gueula-t-il. Il entendait se retirer en province dans un poste même insignifiant. À sa demande en août 1940, il était nommé Trésorier-payeur général de l'Isère, ce qui équivalait à une rétrogradation statutaire puisqu'il était reclassé dans un poste de TPG de 2e catégorie alors qu'il avait atteint le grade préfectoral de 1re catégorie. À Grenoble, il retrouva ses amis d'enfance ainsi que le préfet Raoul Didkowski qu'il avait réussi à parachuter à la tête du département le 9 août juste avant son départ de l'Intérieur. Progressivement, il procéda au maillage du milieu administratif, en particulier du monde judiciaire, pour faire échec aux instructions de plus en plus contraignantes de Vichy. De facto, il entrait dans la Résistance.
Au printemps 1943, à l'occasion d'un dîner au domicile grenoblois du négociant Paul Chatin, il rencontra Jean Moulin qui effectuait alors une tournée d'inspection dans les départements pour constituer des foyers de résistance. Berthoin le connaissait fort bien. Au moment de la déclaration de guerre, Jean Moulin l'avait sollicité. Il souhaitait son rappel sous les drapeaux et abandonner la préfecture de Chartres où il se trouvait en affectation spéciale. Berthoin le lui déconseilla. Moulin resta donc à Chartes jusqu'à sa révocation en novembre 1940. Au cours du dîner, Berthoin lui décrivit l'état d'esprit du personnel de la préfecture iséroire, répondit de la loyauté républicaine de la plupart des fonctionnaires. Depuis son bureau de la Trésorerie générale avenue Félix-Viallet à Grenoble, il dirigeait, en compagnie du préfet Didkowski et de son chef de cabinet Louis Amade, un réseau de collecte d'informations et d'aide aux proscrits (notamment juifs) qui sera connu sous le nom de code : "le bureau de bienfaisance de Vizille". Le 29 novembre 1943, il évita de peu d'être arrêté par la Gestapo au cours de la Saint-Barthélemy grenobloise. Mais du 10 juin au 20 juillet 1944, elle l'emprisonnait à la caserne de Bonne comme otage aux côtés d'une vingtaine d'autres notabilités. La principale branche de la Résistance armée dauphinoise, la Compagnie Stéphane aux ordres d'Albert Reynier, jugea bon de ne procéder à aucune exécution de miliciens tant que les otages seraient aux mains des Allemands, une décision qui sauva la vie de Berthoin.
La Libération le 22 août, donna lieu à une foire d'empoigne pour la conquête du pouvoir. Berthoin en fut consterné. Il fut écarté des postes clés au sein du Comité départemental de libération. On le chargea d'animer les travaux d'une fantomatique sous-commission économique dans laquelle il végéta. Il avait cependant conservé des liens avec ses amis du Ministère de l'Intérieur qui lui offrirent le poste de commissaire de la République à Strasbourg. Ses valises étaient déjà faites quand il apprit l'abandon du projet. Il demeura donc à Grenoble, assistant à l'épuration qui frappait brutalement son entourage. Il se mit à rédiger des attestations d'honorabilité pour certaines personnalités accusées à tort d'avoir été des collaborateurs. Il loua le patriotisme de Didkowki et surtout la bonne tenue de Léon Gonzalve, le directeur de l'hôpital de Grenoble, qui avait été retenu en 1943 par les instances nationales de la Résistance comme devant être le futur préfet de l'Isère et qui se voyait mis au rebut sous de fallacieux prétextes. Face à la montée de l'intolérance, il prêcha la réconciliation entre Français. Devant le tribunal qui jugeait le milicien qui l'avait arrêté, il alla plaider la relaxe.

### Sénateur et ministre
En décembre 1947, le voici de retour sur la scène parisienne. René Mayer, ministre des Finances, lui accordait la Trésorerie générale de la Seine. À peine six mois s'étaient-ils écoulés que les militants de la Fédération radicale de l'Isère le désignaient à son insu comme candidat aux premières élections du Conseil de la République, la Chambre haute de la IVe République. Malgré la présence d'une liste radicale dissidente et la puissance du parti SFIO qui réussissait à placer les siens en tête du premier tour, il sera élu au scrutin de ballottage après avoir judicieusement négocié un accord d'union avec les socialistes. Au renouvellement de 1955, son influence dans la société locale était telle qu'il pouvait lui-même choisir ceux qui, parmi les notables isérois, l'accompagneraient au palais du Luxembourg: ce furent le radical Baptiste Dufeu et le socialiste Paul Mistral avec lequel il s'entendait parfaitement. Le mandat sénatorial de Berthoin fut reconduit lors des élections de mai 1959 organisées cette fois-ci sous l'égide de la Ve République. Puis de nouveau en 1965. En septembre 1974, il fut tenté de se représenter, mais ses amis radicaux l'en dissuadèrent, persuadés que leur leader serait battu en raison des nombreuses mutations politico-sociales que le département de l'Isère avait subies en l'espace de trois décennies.
Ses débuts parlementaires ne passèrent point inaperçus. Très vite, il prenait l'ascendant sur ses pairs. À lui, le néophyte, furent conférées les fonctions névralgiques de rapporteur général de la Commission des Finances. Il s'affirma, non seulement comme l'un des meilleurs orateurs de cette Chambre croupion, mais aussi comme l'un des techniciens les plus doués de la science économique. Son talent lui valut d'être appelé au Gouvernement. Cela faillit se passer dès le 4 février 1950. Georges Bidault le sollicita pour combler le départ du socialiste Christian Pineau au Ministère des Travaux Publics. Berthoin refusa sur-le-champ, soucieux de ne pas froisser Édouard Daladier, son ancien professeur de lycée, qui avait jeté l'anathème sur la politique de Bidault. En juillet de la même année, la réponse fut différente. Berthoin accepta le secrétariat d'État à l'Intérieur que lui offrait Henri Queuille dans son deuxième gouvernement. L'aventure se termina au bout de deux jours à cause de l'opposition socialiste. Vint le Congrès de Versailles en décembre 1953 où il s'agissait d'élire un président de la République. Berthoin fut pressenti par ses amis radicaux pour succéder à Vincent Auriol. Il préféra demeurer dans l'ombre au lieu de participer au spectacle d'un Parlement incapable, tour après tour, de trouver un bon candidat.
Inquiet du déclin international de la France et de la mauvaise tournure que prenait la guerre d'Indochine, il se rallia d'instinct en mai 1954 à Pierre Mendès France, président du Conseil, qui le propulsa au Ministère de l'Éducation nationale, poste qu'il conservera en février 1955 dans l'équipe d'Edgar Faure. Il aurait pu proroger ses fonctions en janvier 1956 sous le gouvernement de Front Républicain de Guy Mollet. Mais le radical pyrénéen René Billères les réclamant instamment, Berthoin dut s'effacer. L'agonie de la IVe République le rendit amer sur la faiblesse des hommes politiques. En mai 1958, on le sollicita pour remplacer Félix Gaillard à Matignon, mais l'affaire capota. On le sollicita ensuite pour figurer dans l'équipe de René Pleven, autre candidat pressenti. Là aussi, l'affaire tourna court. Quand le général de Gaulle entama son retour au pouvoir à la suite des événements algérois du 13 mai, Berthoin approuva l'initiative. De Gaulle le réinstalla au ministère de la rue de Grenelle. Berthoin supportera bon gré mal gré la personnalité envahissante de Georges Pompidou qui, de son poste de directeur de cabinet à Matignon, adresse injonctions et recommandations à l'ensemble des ministres. Était-ce pour éviter les confrontations qu'il accepta le beau-frère François Castex parmi ses conseillers ? Il ne le dira jamais. En janvier 1959, il fut enrôlé dans le premier gouvernement de la Ve République, celui de Michel Debré. Il y sera son ministre de l'Intérieur, heureux d'arpenter les bureaux de la place Beauvau où il avait jadis appris l'exercice du pouvoir. Un malaise cardiaque survenu le jour de sa réélection au Sénat le força à résigner en mai 1959 ses fonctions ministérielles et à se consacrer à son mandat parlementaire.

## Son œuvre scolaire
Avant de quitter la rue de Grenelle, Jean Berthoin laissa une trace mémorable de son passage. Dans la droite ligne du rapport Langevin-Wallon qui le 19 juin 1946 préconisait la scolarité obligatoire jusqu'à l'âge de 18 ans, il éleva son terme de 14 à 16 ans. Il institua en outre un cycle d'observation de deux ans obligatoire à l'issue de l'enseignement primaire, créa les collèges qui distribuaient un enseignement court et réforma l'examen du baccalauréat. À dire vrai, il pensait supprimer le bac. Il avait fait siennes les observations du professeur de philosophie Georges Pascal qui estimait que ce diplôme servait à peu de chose et qu'il paralysait surtout l'année scolaire à cause du bachotage. Les directeurs du ministère s'opposèrent à un tel chambardement. Berthoin s'inclina. Il supprima uniquement l'oral. Il envisageait également de réserver la plupart des bourses de l'enseignement supérieur aux étudiants des filières scientifiques au lieu de les attribuer, selon une pratique bien ancrée, aux seuls littéraires. Mais l'idée ne passa pas. Ses efforts pour convaincre les intéressés furent vains, même dans son fief isérois où ses partisans allèrent en pure perte plaider sa cause auprès de l'Association générale des étudiants de Grenoble.
Ses réformes ont provoqué une anticipation des familles. Dès 1967, plus de 60 % des Français poursuivent leurs études au-delà de 16 ans. Les seuils sont ainsi repoussés jusqu’à 16-18 ans : BEPC et le CAP pour les uns, baccalauréat et entrée en faculté pour les autres. Entre 1958 et 1968, les effectifs des classes de seconde et terminale sont multipliés par environ 2,5 (+140 %) et la croissance s’est déversée dans des établissements préexistants, à qui «on imposa d’occuper à fond toutes les classes, tous les jours et à toute heure ».
Dans son bilan, émergent également les résultats du plan de scolarisation accélérée qu'il lança en Algérie au cours de l'été 1958 et dont le recteur Lucien Capdecomme en contrôla sur place l'application. La rentrée des classes d'octobre 1958 fut un succès de grande ampleur. Grâce à Berthoin, près de 700 000 enfants (dont 580 000 musulmans), soit la quasi-totalité de la population scolarisable, fréquentèrent l'école primaire lors de l'année 1958-59. Défenseur de la prééminence du pouvoir civil, il s'opposa par contre fermement à l'organisation des levers de couleurs hebdomadaire dans toutes les écoles d'Algérie que projetaient le général Raoul Salan et les comités de salut public. Il partageait à ce sujet les inquiétudes de Capdecomme qui assimilait le symbolisme du drapeau aux pratiques du régime de Vichy.

## Le militant radical
À la tête d'une puissante machine politique qui, par le biais de la Fédération départementale du parti valoisien, régla jusque dans les années 1960 la gouvernance des cantons et les nominations à la préfecture, Berthoin n'avait pourtant rien d'un apparatchik. On le considérait plutôt comme une sorte de deus ex machina, pouvant résoudre, d'un seul coup de fil à un fonctionnaire ou à un ministre, les problèmes que par centaines lui soumettaient les électeurs de l'Isère. Les préfets qui se succédaient dans l'imposante bâtisse de Hôtel de préfecture de l'Isère acceptaient de bonne grâce sa tutelle. Ils le tenaient pour le véritable patron du département, lui envoyant chaque fois qu'il revenait de Paris par le train une voiture avec chauffeur qui le convoyait de la gare jusqu'à son domicile du 36 rue Lesdiguières. Bien qu'on lui prêtât un caractère d'économe, il n'hésitait pas à mettre la main à la poche, payant notamment la location du siège fédéral situé rue Diodore-Rahoult.
Le cumul d'un mandat local avec celui de parlementaire le rebuta. À trois reprises, l'occasion lui fut donnée de se présenter aux élections cantonales et ravir ainsi au socialiste Lucien Hussel la présidence du Conseil général. Mais jamais il ne céda aux sollicitations par crainte que sa victoire ne suscitât trop de rancœurs parmi les caciques de la SFIO. Dans le même ordre d'idées, il s'abstint de prendre part aux luttes internes qui de façon chronique scandaient la vie du mouvement radical depuis sa fondation en 1901. Sur ses terres dauphinoises, il cherchait à privilégier les alliances de type centriste, à l'opposé de la plupart des militants de sa Fédération très attachés à une stratégie de gauche sous ses multiples déclinaisons électorales.
Tout cependant le rapprochait de Pierre Mendès France qui fut vice-président du parti radical avant de le quitter pour le PSA (parti socialiste autonome, futur PSU parti socialiste unifié). Dans leurs déclarations publiques, les deux hommes avaient la même vision jacobine de l'État et prêchaient la rigueur budgétaire. Au Congrès radical de Lyon en décembre 1951, Berthoin, promu rapporteur financier du parti, pointa du doigt la permanence des déficits qui nuisaient à la crédibilité du pays. Changement d'orateur au congrès d'Aix-les-Bains en septembre 1953: cette fois, c'était Mendès France qui héritait du rôle de Cassandre devant une assistance où se distinguaient quelque deux cents militants isérois venus le soutenir. Deux mois plus tard, à la tribune du Sénat, Berthoin fustigeait les comportements laxistes au moyen d'une philippique de Démosthène: "Athéniens, je voudrais vous plaire, mais j'aime mieux vous sauver". Quand Mendès France fut évincé de la présidence du Conseil en février 1955, il tomba, pleurant comme un gosse, dans les bras de son ministre Berthoin qu'il surnommait respectueusement "le sage". Sa carrière politique s'acheva à Grenoble. Aidé notamment par Berthoin qui mobilisa à cet effet ses réseaux relationnels, il enlevait en mars 1967 le siège de député qu'il perdit de peu en juin 1968 au profit du gaulliste Jean-Marcel Jeanneney. Berthoin prépara la revanche qui était prévue en mars 1973, tentant de dissuader quelques notables radicaux  qui voulaient imposer à tout prix l'un des leurs comme suppléant de Mendès France. La lutte fratricide n'eut pas lieu. Mendès France, victime d'un accident cardiovasculaire en 1972 à Grenoble, renonça à se représenter.

## Fonctions gouvernementales
- Secrétaire d’État à l’Intérieur du gouvernement Henri Queuille (2) (du 2 au 12 juillet 1950)
- Ministre de l’Éducation nationale du gouvernement Pierre Mendès France (du 19 juin 1954 au 23 février 1955)
- Ministre de l’Éducation nationale du gouvernement Edgar Faure (2) (du 23 février 1955 au 1er février 1956)
- Ministre de l’Éducation nationale du gouvernement Charles de Gaulle (3) (du 1er juin 1958 au 8 janvier 1959)
- Ministre de l’Intérieur du gouvernement Michel Debré (du 8 janvier 1959 au 27 mai 1959)

## Décoration
- Commandeur de l'ordre des Palmes académiques ex officio en tant que ministre de l'Éducation nationale, président du conseil de l'ordre (1955)[17]